# Vetterstein
Der Vetterstein ist ein Felsvorsprung im ostantarktischen Viktorialand. In der Daniels Range der Usarp Mountains ragt er nördlich des Mount Toogood an der Südseite des Kopfendes des Edwards-Gletschers auf.
Wissenschaftler der deutschen Expedition GANOVEX I (1979–1980) nahmen seine Benennung vor. Namensgeber ist der deutsche Geologe Ulrich Vetter von der Bundesanstalt für Geowissenschaften und Rohstoffe, der an dieser Forschungsreise beteiligt war.